# Centau

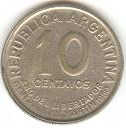
Antiga moneda argentina de 10 centaus

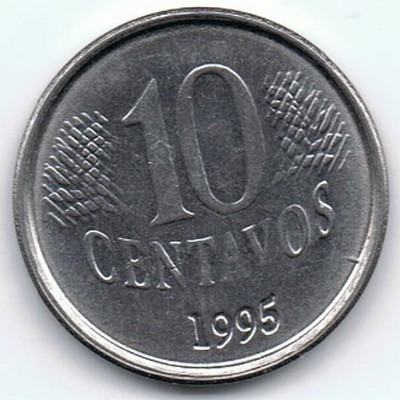
10 centaus de real brasiler

El centau és una moneda fraccionària que representa la centèsima part de la unitat monetària bàsica de diversos països de tradició cultural espanyola i portuguesa. Precisament el mot prové de l'espanyol i el portuguès centavo.

## Monedes actuals o històriques subdividides en centaus
- Boliviano (i l'antic peso bolivià)
- Colón salvadorenc (substituït pel dòlar dels Estats Units)
- Córdoba nicaragüenca
- Escut de Cap Verd
- Escut portuguès (substituït per l'euro)
- Lempira hondurenya
- Metical moçambiquès

- Peso argentí (i l'antic austral)
- Peso colombià
- Peso cubà
- Peso dominicà
- Peso equatorià (i l'antic sucre)
- Peso filipí (actualment el centavo tradicional rep el nom oficial tagàlog de sentimo)
- Peso de Guinea Bissau (substituït pel franc CFA)
- Peso mexicà
- Peso xilè (des de 1984 ja no s'utilitza la fracció)
- Quetzal guatemalenc
- Real brasiler (i els antics cruzeiro i cruzado)

En altres països s'usen termes similars per a aquesta fracció de la unitat monetària bàsica, per exemple 1 dòlar = 100 cents; 1 lira italiana = 100 centesimi; 1 peso uruguaià = 100 centésimos, 1 colón costa-riqueny = 100 céntimos, etc.